# Tutzach

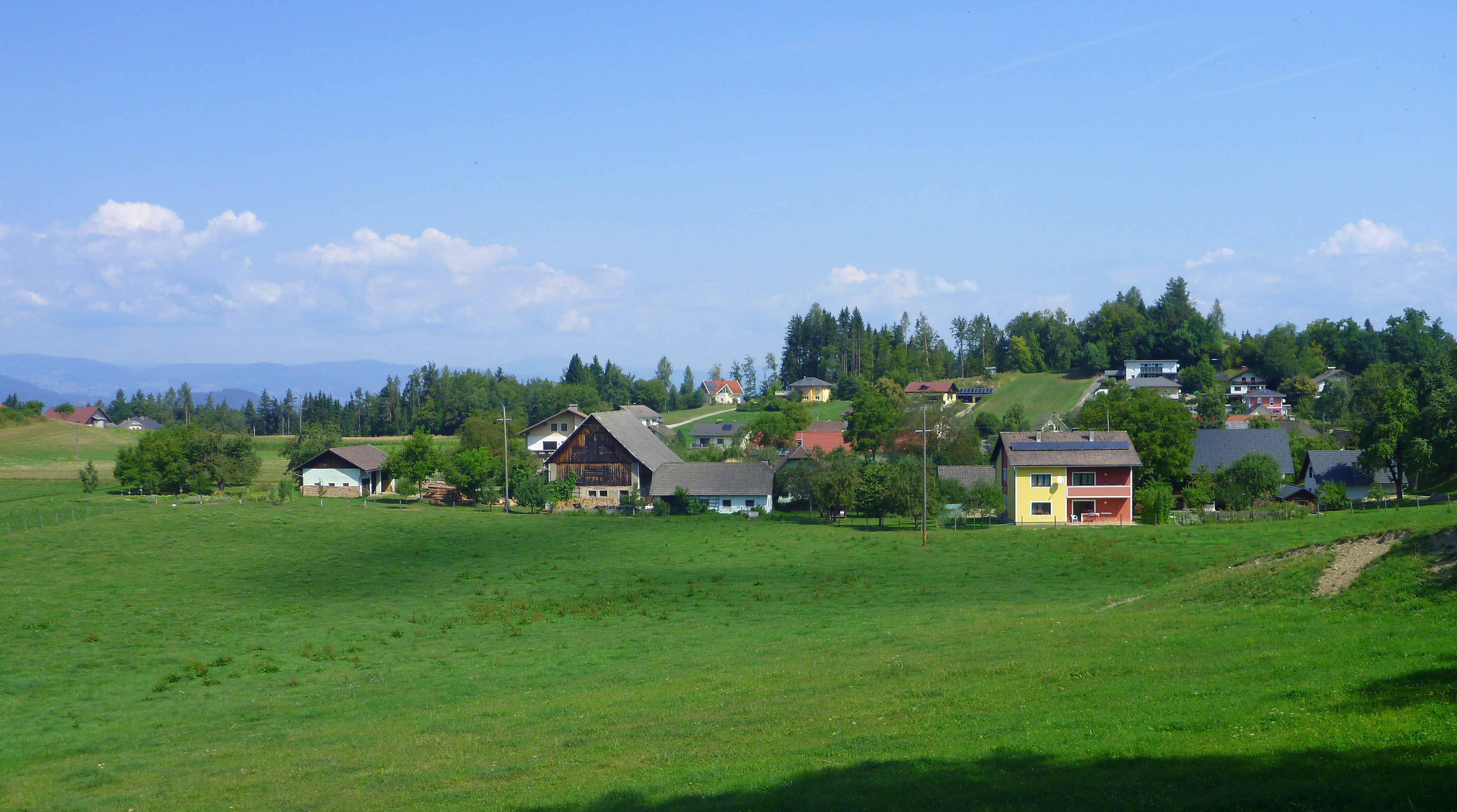
Tutzach – Tuce Ortsansicht südlich der Radsberger Landesstraße

Die Ortschaft Tutzach (slowenisch: Tuce) liegt in der Marktgemeinde Ebenthal in Kärnten mit 139 Einwohnern (Stand 1. Jänner 2024).

## Geographie
Dorf und Feldflur liegen auf der weitgehend ebenen Fläche von Tutzach-Werouzach in 750 m Seehöhe. Im Norden, Osten und Süden umgeben sie große Wälder, im Westen schließt die Flur an das Streusiedlungsdorf Lipizach an.

## Geschichte
In jene Zeit, die in Mitteleuropa durch die Wirren des Interregnums, in Kärnten vor allem aber durch den Tod von Herzog Ulrich von Spanheim (1269), dem Přemysl Ottokar folgte und schließlich durch den Reichskrieg des zum deutschen König ernannten Rudolf von Habsburg gegen den Böhmenkönig charakterisiert ist, fällt auch die erste Erwähnung von Tutzach. 1270 geben Engelbert von Printinhav (Breitenau in Unterkrain) und Friedrich, Sohn des Hermann von Tutzach („Hermann de Tulz“) dem Stift Viktring 11 Huben in Tutzach (später ist von 9 Huben die Rede) und 1 in Schwarz und erhalten dafür vom Kloster 10 Huben in Krain.
Dies bedeutet, dass in Tutzach und teilweise auch in Schwarz ein Engelbert von Printinhav begütert war, der offensichtlich den für ihn entlegenen Besitz in Tutzach gegen näher liegende Besitzungen in Unterkrain eintauschte. Der erwähnte Hermann von Tulz und sein Sohn Friedrich aber mögen von Engelbert bestellte „villici“, also Meier, gewesen sein, die in diesem entlegenen Teil die Bauern beaufsichtigten und den Willen des Herren durchführten.
Mit diesem Tausch erwarb somit Viktring fast ganz Tutzach. 1289 konnte es durch Schenkungen eine weitere Hube in Tulz und eine in Schwarz erwerben. Damals schenkte Konrad von Grafenstein dem Kloster Viktring eine Hube in Tutzach und 1 ½ Huben „in Hofulingen“ (Höflein = Schwarz) und eine in Angern zur „Aufbesserung der Kost der Mönche an bestimmten Tagen“. Somit besaß Viktring ab 1289 10 Huben in Tutzach der insgesamt 13 Huben, die damals erwähnt wurden. Tutzach gehörte somit dem Kloster Viktring. Sie sind – wohl um 1530 als die Klöster des Landes für die Finanzierung der Türkenabwehr schwere Opfer bringen mussten, an die benachbarte Burg Greifenfels gekommen. Während das Urbar von 1529 noch 10 Huben im Besitz von Viktring zeigt, finden wir wenige Jahrzehnte später im Urbar von 1586 in Tutzach 11 Huben und 1 Keusche, die zu Greifenfels gehören. Dazu kommen 2 Freiholden, die an Greifenfels lediglich Freigeld zahlen mussten. Somit muss zwischen 1529 und 1586 Viktring seinen Besitz in Tutzach im Wesentlichen an die Herrschaft Greifenfels verloren haben.

## Wirtschaft
1970 gab es in Tutzach elf landwirtschaftliche Betriebe, von denen fünf Nebenerwerbsbetriebe waren. Die landwirtschaftlichen Betriebe hatten eine Fläche zwischen 8 und 29 ha. In den meisten Betrieben betrug die Land- und Forstwirtschaftlichen Nutzfläche (LFN) des Waldes, mehr als 60 Prozent. Seit Jahrhunderten spielte daher der Brennholzeinschlag und der Verkauf in Klagenfurt als Zusatzeinkommen eine große Rolle.
Auf der weitgehend ebenen Hochfläche findet sich vor allem Ackerland. Angebaut werden hier Winterroggen, Sommergerste, Hafer und Spätkartoffeln. Grünlandwirtschaft wurde zumeist in Form der Egartwirtschaft von Wechselwiesen, das heißt Wechsel von mehrjährigem Wiesenland mit Ackerland betrieben. Viehhaltung, vor allem Rindermast und Milchkuhhaltung waren die wichtigsten Einnahmequellen. Der außerlandwirtschaftliche Nebenerwerb erfolgt vor allem durch Unternehmungen im Klagenfurter Raum. In Tutzach selbst gab es nur eine Gastwirtschaft und einen Schmied, der bis 1973 die Pferde beschlug.
Im Dorf hatten sich seit etwa 1880 sieben Keuschen angesiedelt. Sie besaßen nur 0,5–1,0 ha agrare Nutzfläche. Zumeist handelte es sich um weichende Erben, die mit Grund und Boden abgefunden wurden.